# NGC 4931
NGC 4931 (również PGC 45055 lub UGC 8154) – galaktyka soczewkowata (S0), znajdująca się w gwiazdozbiorze Warkocza Bereniki. Odkrył ją Heinrich Louis d’Arrest 10 maja 1863 roku.